# 洛纳泰波佐洛
洛纳泰波佐洛（義大利語：Lonate Pozzolo），是意大利瓦雷泽省的一个市镇。总面积29平方公里，人口12009人，人口密度414.1人/平方公里（2009年）。国家统计（ISTAT）代码为012090。